# Фарлі (Міссурі)
Фарлі (англ. Farley) — селище (англ. village) в США, в окрузі Платт штату Міссурі. Населення — 265 осіб (2020).

## Географія
Фарлі розташоване за координатами 39°17′20″ пн. ш. 94°49′42″ зх. д. / 39.28889° пн. ш. 94.82833° зх. д. (39.288764, -94.828423).  За даними Бюро перепису населення США в 2010 році селище мало площу 3,19 км², уся площа — суходіл.

## Демографія
Згідно з переписом 2010 року, у селищі мешкало 269 осіб у 107 домогосподарствах у складі 76 родин. Густота населення становила 84 особи/км².  Було 111 помешкання (35/км²).
Расовий склад населення:
| - 97,0 % — білих - 1,9 % — азіатів |

До двох чи більше рас належало 1,1 %. Частка іспаномовних становила 1,9 % від усіх жителів.
За віковим діапазоном населення розподілялося таким чином: 26,0 % — особи молодші 18 років, 60,2 % — особи у віці 18—64 років, 13,8 % — особи у віці 65 років та старші. Медіана віку мешканця становила 45,4 року. На 100 осіб жіночої статі у селищі припадало 116,9 чоловіків;  на 100 жінок у віці від 18 років та старших — 111,7 чоловіків також старших 18 років.
Середній дохід на одне домашнє господарство  становив 64 629 доларів США (медіана — 59 583), а середній дохід на одну сім'ю — 75 442 долари (медіана — 74 000). За межею бідності перебувало 4,4 % осіб, у тому числі 0,0 % дітей у віці до 18 років та 0,0 % осіб у віці 65 років та старших.
Цивільне працевлаштоване населення становило 86 осіб. Основні галузі зайнятості: освіта, охорона здоров'я та соціальна допомога — 22,1 %, науковці, спеціалісти, менеджери — 14,0 %, будівництво — 12,8 %.